# Deutschland sucht den Superstar/Staffel 6

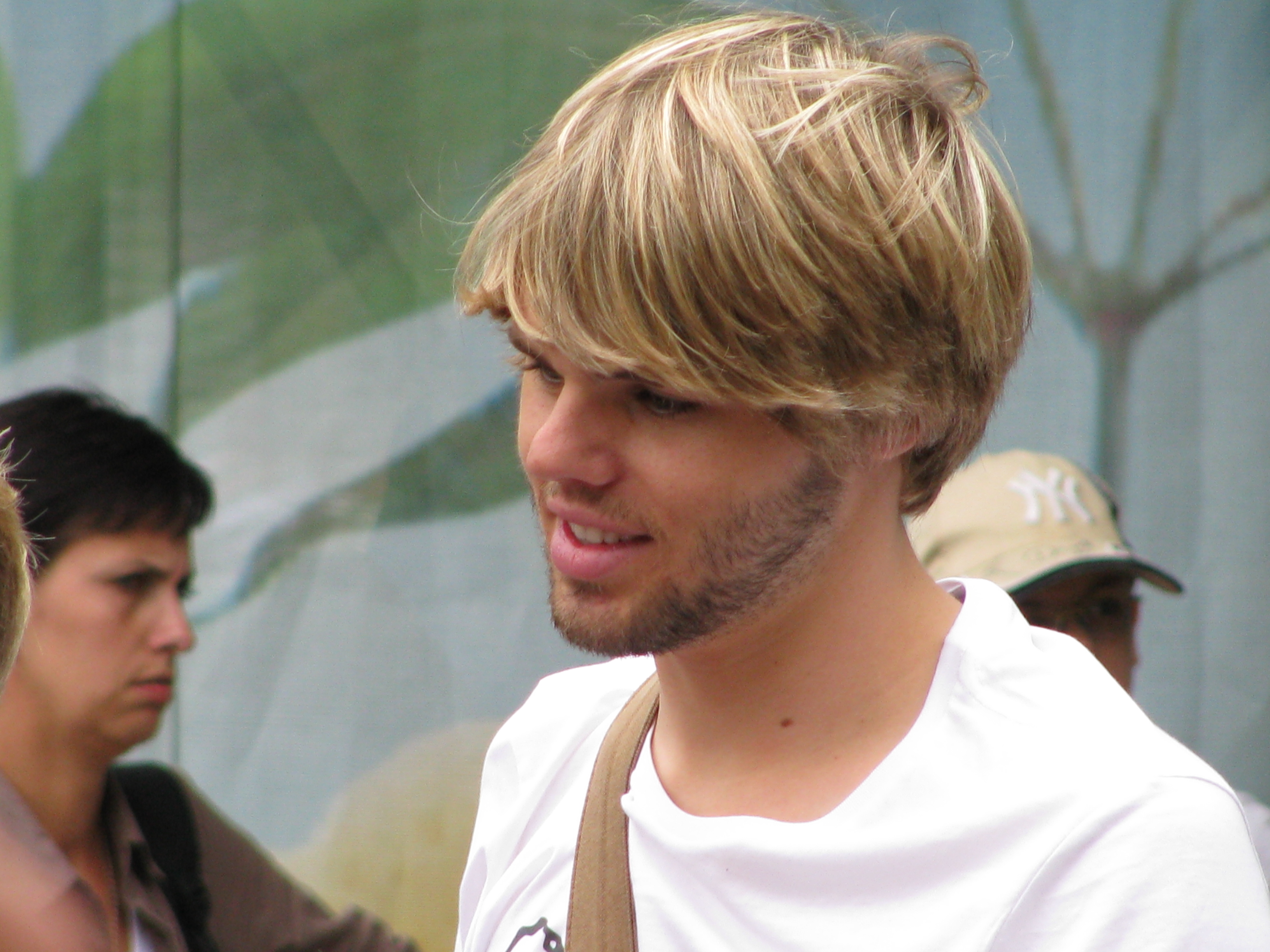
Daniel Schuhmacher, der Sieger der sechsten Staffel.

Die sechste Staffel der deutschen Gesangs-Castingshow Deutschland sucht den Superstar wurde vom 21. Januar bis zum 9. Mai 2009 im Programm des Fernsehsenders RTL ausgestrahlt.
Die bisherigen Jurymitgliedern Anja Lukaseder und Andreas „Bär“ Läsker wurden in der Saison 2009 durch Musikmanager Volker Neumüller sowie die MTV-Moderatorin Nina Eichinger ersetzt. Der ursprünglich vorgesehene Max von Thun trat aufgrund ernster Differenzen mit Chef-Juror Dieter Bohlen nach dem ersten Casting freiwillig zurück.
Die sechste Staffel wurde wieder von Marco Schreyl moderiert.
Im Finale gewann Daniel Schuhmacher gegen Sarah Kreuz.

## Kandidaten der Mottoshows
| Platz                                                                  | Kandidat                                      | Ausgeschieden am | Motto                                                    |
| ---------------------------------------------------------------------- | --------------------------------------------- | ---------------- | -------------------------------------------------------- |
| 1.                                                                     | Daniel Schuhmacher                            | Gewinner         | Finale Lied nach Wahl, Staffel-Highlight und Siegertitel |
| 2.                                                                     | Sarah Kreuz                                   | 9. Mai           | Finale Lied nach Wahl, Staffel-Highlight und Siegertitel |
| 3.                                                                     | Annemarie Eilfeld                             | 2. Mai           | Nummer-eins-Hits, Balladen und Up tempo                  |
| 4.                                                                     | Dominik Büchele                               | 25. April        | Großes Kino und Intime Balladen                          |
| 5.                                                                     | Benny Kieckhäben                              | 18. April        | Sonne und Regen                                          |
| 6.                                                                     | Vanessa Neigert                               | 11. April        | I Love You und Aktuelle Hits                             |
| 7.                                                                     | Holger Göpfert                                | 4. April         | Sexy Hits                                                |
| 8.                                                                     | Marc Jentzen                                  | 21. März         | Party-Hits                                               |
| 9.                                                                     | Cornelia Patzlsperger                         | 14. März         | Geschlechtertausch                                       |
| 10.                                                                    | Michelle Bowers (nachgerückt für V. Civiello) | 7. März          | Greatest Hits                                            |
| –                                                                      | Vanessa Civiello                              | 6. März          | freiwilliger Rücktritt                                   |
|                                                                        |                                               |                  |                                                          |
| 11. bis 15.                                                            | Tobias Rößler                                 | 28. Februar      | Jetzt oder Nie                                           |
| 11. bis 15.                                                            | Florian Ehlers                                | 28. Februar      | Jetzt oder Nie                                           |
| 11. bis 15.                                                            | Roshan Paul                                   | 28. Februar      | Jetzt oder Nie                                           |
| 11. bis 15.                                                            | Fausta Giordano                               | 28. Februar      | Jetzt oder Nie                                           |
| 11. bis 15.                                                            | Michelle Bowers                               | 28. Februar      | Jetzt oder Nie                                           |
| Platzierung der Motto-Show-Kandidaten laut Ergebnis der Telefonvotings |                                               |                  |                                                          |

## Mottoshows und Resultate
|          | Jetzt oder nie     | Mottoshow 1 Greatest Hits | Mottoshow 2 Geschlechter- tausch | Mottoshow 3 Party-Hits | Mottoshow 4 Sexy Hits | Mottoshow 5 I Love You und Aktuelle Hits | Mottoshow 6 Sonne und Regen | Mottoshow 7 Großes Kino und Intime Balladen | Mottoshow 8 Halbfinale: Nummer-1-Hits; Balladen; Up tempo | Mottoshow 9 Finale: Wahllied; Staffel-Highlight; Siegertitel |
| -------- | ------------------ | ------------------------- | -------------------------------- | ---------------------- | --------------------- | ---------------------------------------- | --------------------------- | ------------------------------------------- | --------------------------------------------------------- | ------------------------------------------------------------ |
| Platz 1  | Dominik 22,22 %    | Dominik 17,28 %           | Dominik 22,47 %                  | Daniel 18,39 %         | Daniel 21,29 %        | Sarah 19,68 %                            | Daniel 32,68 %              | Sarah 31,94 %                               | Sarah 46,21 %                                             | Daniel 50,47 %                                               |
| Platz 2  | Holger 17,83 %     | Sarah 16,61 %             | Holger 15,39 %                   | Dominik 18,11 %        | Sarah 19,04 %         | Annemarie 19,38 %                        | Annemarie 22,32 %           | Daniel 26,95 %                              | Daniel 33,81 %                                            | Sarah 49,53 %                                                |
| Platz 3  | Sarah 12,95 %      | Daniel 13,97 %            | Daniel 13,11 %                   | Holger 12,62 %         | Dominik 17,21 %       | Dominik 18,92 %                          | Dominik 16,69 %             | Annemarie 23,08 %                           | Annemarie 19,98 %                                         |                                                              |
| Platz 4  | Daniel 10,63 %     | Holger 12,61 %            | Sarah 12,45 %                    | Annemarie 12,12 %      | Annemarie 15,72 %     | Daniel 15,88 %                           | Sarah 15,04 %               | Dominik 18,39 %                             |                                                           |                                                              |
| Platz 5  | Vanessa N. 6,05 %  | Cornelia 11,52 %          | Vanessa N. 11,40 %               | Sarah 11,74 %          | Vanessa N. 09,75 %    | Benny 13,16 %                            | Benny 13,27 %               |                                             |                                                           |                                                              |
| Platz 6  | Annemarie 04,57 %  | Vanessa N. 07,13 %        | Marc 07,40 %                     | Vanessa N. 10,03 %     | Benny 08,85 %         | Vanessa N. 12,98 %                       |                             |                                             |                                                           |                                                              |
| Platz 7  | Tobias 04,44 %     | Marc 07,03 %              | Annemarie 06,63 %                | Benny 09,37 %          | Holger 08,14 %        |                                          |                             |                                             |                                                           |                                                              |
| Platz 8  | Marc 04,36 %       | Benny 05,67 %             | Benny 06,55 %                    | Marc 07,62 %           |                       |                                          |                             |                                             |                                                           |                                                              |
| Platz 9  | Florian 04,12 %    | Annemarie 04,49 %         | Cornelia 04,60 %                 |                        |                       |                                          |                             |                                             |                                                           |                                                              |
| Platz 10 | Benny 03,79 %      | Michelle 03,69 %          |                                  |                        |                       |                                          |                             |                                             |                                                           |                                                              |
| Platz 11 | Vanessa C. 03,09 % |                           |                                  |                        |                       |                                          |                             |                                             |                                                           |                                                              |
| Platz 12 | Roshan 02,04 %     |                           |                                  |                        |                       |                                          |                             |                                             |                                                           |                                                              |
| Platz 13 | Cornelia 01,38 %   |                           |                                  |                        |                       |                                          |                             |                                             |                                                           |                                                              |
| Platz 14 | Fausta 01,33 %     |                           |                                  |                        |                       |                                          |                             |                                             |                                                           |                                                              |
| Platz 15 | Michelle 01,16 %   |                           |                                  |                        |                       |                                          |                             |                                             |                                                           |                                                              |

### Jetzt oder Nie! – Die Top-15-Show
Die erste Live-Show der sechsten Staffel fand am 28. Februar 2009 statt. Die 5 Kandidaten mit den meisten Telefonanrufen kamen direkt in die Mottoshows. Nach kurzer Beratung entschied sich die Jury für 5 weitere Kandidaten, die ebenfalls in die Mottoshows einzogen.
|  | Startnr. | Name                  | Alter | Interpret, Lied                                 | Bemerkung                                                        | Platzierung |
|  | -------- | --------------------- | ----- | ----------------------------------------------- | ---------------------------------------------------------------- | ----------- |
|  | 01       | Marc Jentzen          | 21    | Blue – Breathe Easy                             | weiter nach Entscheidung der Jury                                | 8 0(4,36 %) |
|  | 02       | Roshan Paul           | 22    | Mando Diao – Dance with Somebody                | ausgeschieden                                                    | 12 (2,04 %) |
|  | 03       | Michelle Bowers       | 16    | A Fine Frenzy – Almost Lover                    | ausgeschieden, zweite Chance durch Ausstieg von Vanessa Civiello | 15 (1,16 %) |
|  | 04       | Annemarie Eilfeld     | 18    | Katy Perry – Hot N Cold                         | weiter nach Entscheidung der Jury                                | 6 0(4,57 %) |
|  | 05       | Florian Ehlers        | 16    | Michael Bublé – Home                            | ausgeschieden                                                    | 9 0(4,12 %) |
|  | 06       | Vanessa Neigert       | 17    | Connie Francis – Schöner fremder Mann           | weiter                                                           | 5 0(6,05 %) |
|  | 07       | Cornelia Patzlsperger | 29    | Cyndi Lauper – Time After Time                  | weiter nach Entscheidung der Jury                                | 13 (1,38 %) |
|  | 08       | Tobias Rößler         | 20    | 3 Doors Down – Here Without You                 | ausgeschieden                                                    | 7 0(4,44 %) |
|  | 09       | Vanessa Civiello      | 16    | Whitney Houston – Greatest Love of All          | weiter nach Entscheidung der Jury, ausgestiegen                  | 11 (3,09 %) |
|  | 10       | Benny Kieckhäben      | 18    | Christina Aguilera – Hurt                       | weiter nach Entscheidung der Jury                                | 10 (3,79 %) |
|  | 11       | Daniel Schuhmacher    | 21    | James Morrison & Nelly Furtado – Broken Strings | weiter                                                           | 4 (10,63 %) |
|  | 12       | Fausta Giordano       | 16    | Rihanna – Umbrella                              | ausgeschieden                                                    | 14 (1,33 %) |
|  | 13       | Sarah Kreuz           | 19    | Beyoncé Knowles – Listen                        | weiter                                                           | 3 (12,99 %) |
|  | 14       | Dominik Büchele       | 18    | James Blunt – Same Mistake                      | weiter                                                           | 1 (22,22 %) |
|  | 15       | Holger Göpfert        | 27    | The Beatles – Oh Darling                        | weiter                                                           | 2 (17,83 %) |

### Erste Mottoshow
Die erste Mottoshow hatte den Titel Greatest Hits und fand am 7. März 2009 statt. Michelle Bowers rückte für Vanessa Civiello, die freiwillig gegangen war, nach. Bowers musste die Show jedoch am gleichen Abend wieder verlassen, nachdem sie die wenigsten Zuschauerstimmen erhalten hatte.
|  | Startnr. | Name                  | Interpret, Lied                          | Bemerkung     | Platzierung |
|  | -------- | --------------------- | ---------------------------------------- | ------------- | ----------- |
|  | 01       | Annemarie Eilfeld     | Britney Spears – … Baby One More Time    | weiter        | 9 0(4,49 %) |
|  | 02       | Benny Kieckhäben      | Ne-Yo – So Sick                          | weiter        | 8 0(5,67 %) |
|  | 03       | Michelle Bowers       | Amy Winehouse – Valerie                  | ausgeschieden | 10 (3,69 %) |
|  | 04       | Marc Jentzen          | Boyz II Men – End of the Road            | weiter        | 7 0(7,03 %) |
|  | 05       | Vanessa Neigert       | Marianne Rosenberg – Er gehört zu mir    | weiter        | 6 0(7,13 %) |
|  | 06       | Cornelia Patzlsperger | Duffy – Mercy                            | weiter        | 5 (11,52 %) |
|  | 07       | Daniel Schuhmacher    | Simply Red – If You Don’t Know Me by Now | weiter        | 3 (13,97 %) |
|  | 08       | Dominik Büchele       | John Lennon – Imagine                    | weiter        | 1 (17,28 %) |
|  | 09       | Holger Göpfert        | Freddie Mercury – The Great Pretender    | weiter        | 4 (12,61 %) |
|  | 10       | Sarah Kreuz           | Whitney Houston – I Have Nothing         | weiter        | 2 (16,61 %) |

### Zweite Mottoshow
Die zweite Mottoshow, Geschlechtertausch, fand am 14. März 2009 statt. Cornelia Patzlsperger erhielt die wenigsten Anrufe und musste die Show verlassen. Highlight der Show war der gemeinsame Auftritt der Top 9 mit dem Sänger Seal.
|  | Startnr. | Name                  | Interpret, Lied                  | Bemerkung     | Platzierung |
|  | -------- | --------------------- | -------------------------------- | ------------- | ----------- |
|  | 01       | Benny Kieckhäben      | Madonna – Like a Virgin          | weiter        | 8 0(6,55 %) |
|  | 02       | Sarah Kreuz           | Westlife – You Raise Me Up       | weiter        | 4 (12,45 %) |
|  | 03       | Marc Jentzen          | Katy Perry – I Kissed a Girl     | weiter        | 6 0(7,40 %) |
|  | 04       | Annemarie Eilfeld     | Kid Rock – All Summer Long       | weiter        | 7 0(6,63 %) |
|  | 05       | Daniel Schuhmacher    | Silbermond – Irgendwas bleibt    | weiter        | 3 (13,11 %) |
|  | 06       | Cornelia Patzlsperger | Elton John – Your Song           | ausgeschieden | 9 0(4,60 %) |
|  | 07       | Holger Göpfert        | Alannah Myles – Black Velvet     | weiter        | 2 (15,39 %) |
|  | 08       | Vanessa Neigert       | Reinhard Mey – Über den Wolken   | weiter        | 5 (11,40 %) |
|  | 09       | Dominik Büchele       | Melanie C – First Day of My Life | weiter        | 1 (22,47 %) |

### Dritte Mottoshow
Die dritte Mottoshow hatte den Titel Party-Hits und fand am 21. März 2009 statt. Marco Schreyl verkündete in derselben Nacht, dass Marc Jentzen aus dem Wettbewerb ausgeschieden ist.
|  | Startnr. | Name               | Interpret, Lied                       | Bemerkung     | Platzierung |
|  | -------- | ------------------ | ------------------------------------- | ------------- | ----------- |
|  | 01       | Sarah Kreuz        | Gloria Gaynor – I Will Survive        | weiter        | 5 (11,74 %) |
|  | 02       | Benny Kieckhäben   | Haddaway – What Is Love               | weiter        | 7 0(9,37 %) |
|  | 03       | Daniel Schuhmacher | Eurythmics – Sweet Dreams             | weiter        | 1 (18,39 %) |
|  | 04       | Vanessa Neigert    | Gitte – Ich will ’nen Cowboy als Mann | weiter        | 6 (10,03 %) |
|  | 05       | Annemarie Eilfeld  | Nena – 99 Luftballons                 | weiter        | 4 (12,12 %) |
|  | 06       | Marc Jentzen       | Kool & The Gang – Celebration         | ausgeschieden | 8 0(7,62 %) |
|  | 07       | Holger Göpfert     | Queen – We Are the Champions          | weiter        | 3 (12,62 %) |
|  | 08       | Dominik Büchele    | Richard Sanderson – Reality           | weiter        | 2 (18,11 %) |

### Vierte Mottoshow
Am 4. April 2009 sendete RTL die vierte Mottoshow unter dem Titel Sexy Hits. Holger Göpfert erhielt die wenigsten Zuschauerstimmen und schied aus dem Wettbewerb aus.
|  | Startnr. | Name               | Interpret, Lied                                           | Bemerkung     | Platzierung |
|  | -------- | ------------------ | --------------------------------------------------------- | ------------- | ----------- |
|  | 01       | Benny Kieckhäben   | Pussycat Dolls – Don’t Cha                                | weiter        | 6 0(8,85 %) |
|  | 02       | Vanessa Neigert    | Baccara – Yes Sir, I Can Boogie                           | weiter        | 5 0(9,75 %) |
|  | 03       | Holger Göpfert     | Gary Moore – Still Got the Blues                          | ausgeschieden | 7 0(8,14 %) |
|  | 04       | Dominik Büchele    | Maroon 5 – Sunday Morning                                 | weiter        | 3 (17,21 %) |
|  | 05       | Annemarie Eilfeld  | Christina Aguilera, Pink, Lil’ Kim & Mýa – Lady Marmalade | weiter        | 4 (15,72 %) |
|  | 06       | Sarah Kreuz        | Kelly Clarkson – The Trouble with Love Is                 | weiter        | 2 (19,04 %) |
|  | 07       | Daniel Schuhmacher | Marvin Gaye – Sexual Healing                              | weiter        | 1 (21,29 %) |

### Fünfte Mottoshow
Die fünfte Mottoshow fand am 11. April 2009 statt. Jeder Kandidat ging mit zwei Liedern in den Wettbewerb. Das Motto der fünften Mottoshow lautete I Love You & Aktuelle Hits. Vanessa Neigert bekam die wenigsten Anrufe und wurde somit von den Zuschauern nach Hause geschickt.
|  | Startnr. | Name               | 1. Interpret, Lied                            | 2. Interpret, Lied                | Bemerkung     | Platzierung |
|  | -------- | ------------------ | --------------------------------------------- | --------------------------------- | ------------- | ----------- |
|  | 01       | Dominik Büchele    | Ich + Ich – Stark                             | Razorlight – Wire to Wire         | weiter        | 3 (18,92 %) |
|  | 02       | Benny Kieckhäben   | Söhne Mannheims – Und wenn ein Lied           | Ne-Yo – Closer                    | weiter        | 5 (13,16 %) |
|  | 03       | Vanessa Neigert    | Siw Malmkvist – Liebeskummer lohnt sich nicht | Rosenstolz – Gib mir Sonne        | ausgeschieden | 6 (12,98 %) |
|  | 04       | Annemarie Eilfeld  | Pink – Nobody Knows                           | Lady Gaga – Just Dance            | weiter        | 2 (19,38 %) |
|  | 05       | Daniel Schuhmacher | James Morrison – You Give Me Something        | Polarkreis 18 – Allein Allein     | weiter        | 4 (15,88 %) |
|  | 06       | Sarah Kreuz        | Nat King Cole – Unforgettable                 | Beyoncé Knowles – If I Were a Boy | weiter        | 1 (19,68 %) |

### Sechste Mottoshow
Die sechste Mottoshow fand am 18. April 2009 statt und stand unter dem Motto Sonne & Regen. Die Kandidaten sangen abwechselnd jeweils einen Titel, der entweder das Thema Sonne oder Regen beinhaltet. Marco Schreyl verkündete in der Entscheidungsshow, dass Benny Kieckhäben die Show verlassen muss.
Oliver Pocher hatte in dieser Show einen Gastauftritt mit dem Song Durch den Monsun von Tokio Hotel.
|  | Startnr. | Name               | 1. Interpret, Lied                          | 2. Interpret, Lied                                           | Bemerkung     | Platzierung |
|  | -------- | ------------------ | ------------------------------------------- | ------------------------------------------------------------ | ------------- | ----------- |
|  | 01       | Benny Kieckhäben   | Katrina and the Waves – Walking on Sunshine | Jermaine Jackson & Pia Zadora – When the Rain Begins to Fall | ausgeschieden | 5 (13,27 %) |
|  | 02       | Sarah Kreuz        | Weather Girls – It’s Raining Men            | Stevie Wonder – You Are the Sunshine of My Life              | weiter        | 4 (15,04 %) |
|  | 03       | Dominik Büchele    | Jack Johnson – Upside Down                  | Travis – Why Does It Always Rain on Me?                      | weiter        | 3 (16,69 %) |
|  | 04       | Daniel Schuhmacher | Eurythmics – Here Comes the Rain Again      | Bill Withers – Ain’t No Sunshine                             | weiter        | 1 (32,68 %) |
|  | 05       | Annemarie Eilfeld  | Loona – Bailando                            | Prince – Purple Rain                                         | weiter        | 2 (22,32 %) |

### Siebte Mottoshow
Die siebte Mottoshow fand am 25. April 2009 statt. Das Motto lautete Filmmusik & Unplugged. In der ersten Runde sangen die Kandidaten einen Titel aus bekannten Filmen und in der zweiten Runde Song Unplugged. Dominik Büchele bekam die wenigsten Anrufe und musste die Show verlassen.
|  | Startnr. | Name               | 1. Interpret, Lied                         | 2. Interpret, Lied                       | Bemerkung     | Platzierung |
|  | -------- | ------------------ | ------------------------------------------ | ---------------------------------------- | ------------- | ----------- |
|  | 01       | Dominik Büchele    | Elton John – Can You Feel the Love Tonight | Simon & Garfunkel – The Sound of Silence | ausgeschieden | 4 (18,39 %) |
|  | 02       | Sarah Kreuz        | Whitney Houston – I Will Always Love You   | Duffy – Warwick Avenue                   | weiter        | 1 (31,94 %) |
|  | 03       | Daniel Schuhmacher | Berlin – Take My Breath Away               | Joe Cocker – You Are So Beautiful        | weiter        | 2 (26,59 %) |
|  | 04       | Annemarie Eilfeld  | Faith Hill – There You’ll Be               | Kelly Clarkson – Because of You          | weiter        | 3 (23,08 %) |

### Halbfinale
Sarah Kreuz, Annemarie Eilfeld und Daniel Schuhmacher kämpften am 2. Mai 2009 um das Ticket für das anstehende Finale. Erstmals in dieser Staffel sang jeder Kandidat drei Songs. Die Mottos der drei Runden lauteten No.1-Hits, Balladen und Up tempo.
Am Ende dieser Show erhielten Sarah Kreuz & Daniel Schuhmacher die meisten Anrufe. Annemarie Eilfeld musste somit die Show, kurz vor dem Finale, verlassen
|  | Startnr. | Name               | 1. Interpret, Lied                              | 2. Interpret, Lied                    | 3. Interpret, Lied         | Bemerkung     | Platzierung |
|  | -------- | ------------------ | ----------------------------------------------- | ------------------------------------- | -------------------------- | ------------- | ----------- |
|  | 01       | Sarah Kreuz        | Yvonne Catterfeld – Für dich                    | Whitney Houston – One Moment in Time  | Anastacia – I’m Outta Love | weiter        | 1 (46,21 %) |
|  | 02       | Annemarie Eilfeld  | Kelly Clarkson – My Life Would Suck Without You | Christina Aguilera – The Voice Within | Nelly Furtado – Maneater   | ausgeschieden | 3 (19,98 %) |
|  | 03       | Daniel Schuhmacher | Ben E. King – Stand by Me                       | Oleta Adams – Get Here                | Amy Winehouse – Rehab      | weiter        | 2 (33,81 %) |

### Finale
Am 9. Mai kämpften Sarah Kreuz und Daniel Schuhmacher um den Titel Superstar 2009. In der ersten Runde sangen die Kontrahenten ein Lied ihrer Wahl, danach einen Song, den sie bereits in einer Liveshow gesungen haben und in der dritten Runde sang jeder den Siegertitel Anything but Love.
Nach den Auftritten der beiden Finalisten gab es ein Wiedersehen mit den Top-10-Kandidaten, die gemeinsam mit den Finalisten den Song (I’ve Had) The Time of My Life von den Originalinterpreten Bill Medley und Jennifer Warnes interpretierten.
Daniel Schuhmacher ist der Sieger der sechsten Staffel und somit Superstar 2009.
Nach der Show moderierte Frauke Ludowig, wie auch in den letzten Jahren, Explosiv Spezial – Die Nacht der Superstars.
|  | Startnr. | Name               | 1. Interpret, Lied                                        | 2. Interpret, Lied                       | 3. Interpret, Lied                                             | Bemerkung | Platzierung |
|  | -------- | ------------------ | --------------------------------------------------------- | ---------------------------------------- | -------------------------------------------------------------- | --------- | ----------- |
|  | 01       | Sarah Kreuz        | Aretha Franklin – (You Make Me Feel Like) A Natural Woman | Whitney Houston – I Will Always Love You | Anything but Love (Siegertitel, geschrieben von Dieter Bohlen) | 2. Platz  | 2 (49,53 %) |
|  | 02       | Daniel Schuhmacher | Natasha Bedingfield – Soulmate                            | Bill Withers – Ain’t No Sunshine         | Anything but Love (Siegertitel, geschrieben von Dieter Bohlen) | Sieger    | 1 (50,47 %) |